# Orthophytum macroflorum
Orthophytum macroflorum är en gräsväxtart som beskrevs av Elton Martinez Carvalho Leme och M.Machado. Orthophytum macroflorum ingår i släktet Orthophytum och familjen Bromeliaceae. Inga underarter finns listade i Catalogue of Life.